# Спіраль-петля-спіраль

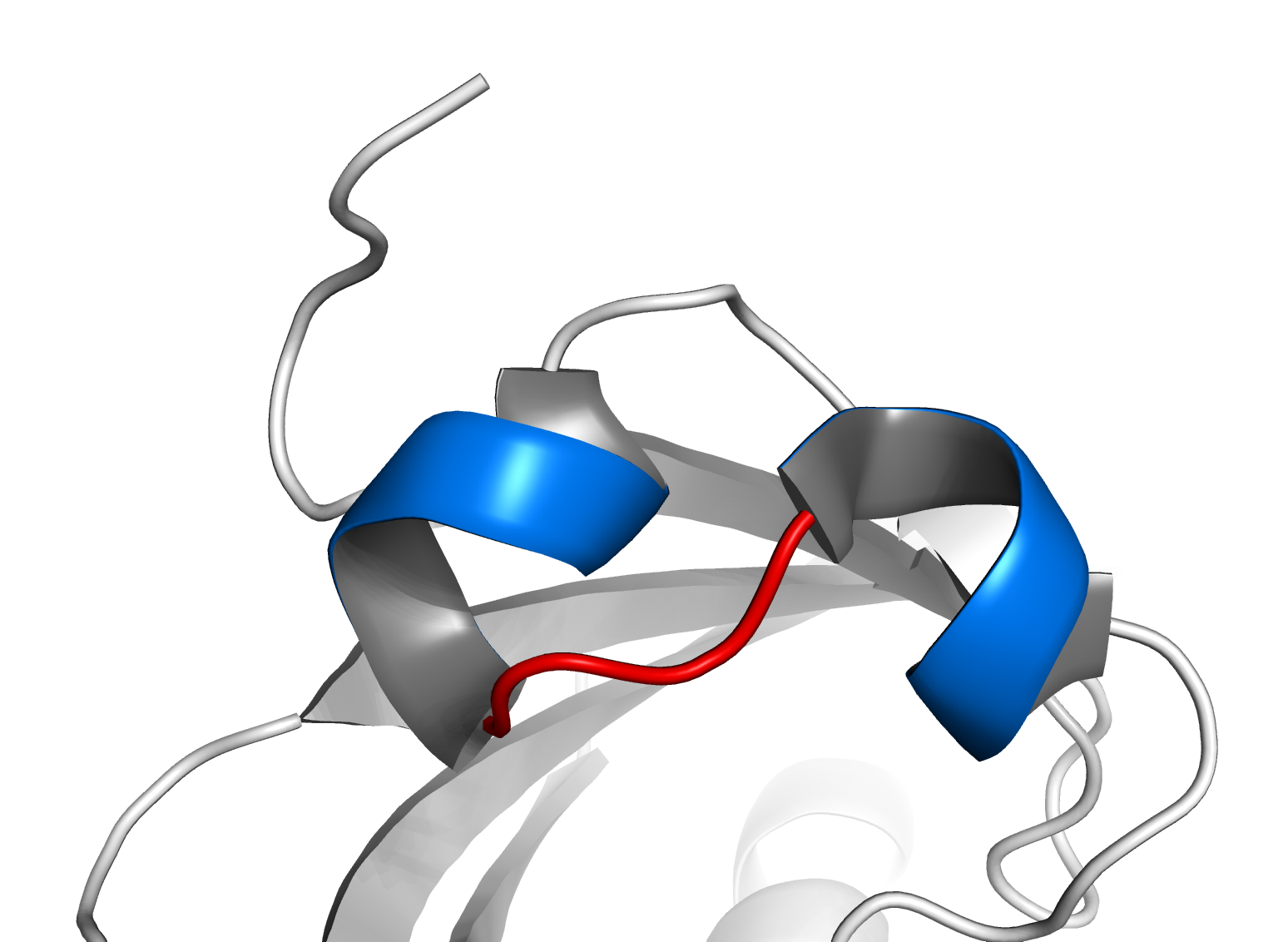
Основний структурний мотив спіралі-петлі-спіралі ARNT. Два α-спіралі (синій) з'єднані короткою петлею (червоний)

(bHLH) — структурний мотив білка, який характеризує одне з найбільших сімейств факторів транскрипції. [Архівовано 12 листопада 2018 у Wayback Machine.]

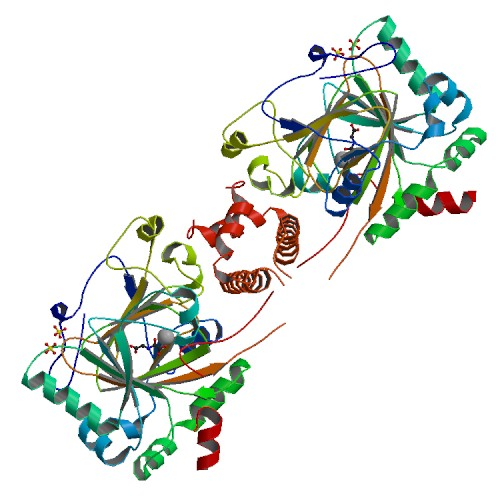
HIF-1

Фактори транскрипції bHLH часто важливі для розвитку або активності клітин. BMAL1-Clock є основним комплексом транскрипції в молекулярному циркадному годиннику. Інші гени, такі як c-Myc та HIF-1, були пов'язані з раком через їх вплив на ріст клітин та метаболізм.
Його не слід плутати з доменом helix-turn-helix.

## Структура
Мотив характеризується двома α-спіралями, з'єднаними петлею. Взагалі фактори транскрипції, що включають цей домен, є димерними, кожен з яких має одну спіраль, що містить основні залишки амінокислот, які полегшують зв'язування ДНК. Загалом одна спіраль менша, і, завдяки гнучкості петлі, дозволяє димеризацію під час згортання та упаковки навпроти іншої спіралі. Більша спіраль зазвичай містить ділянки, що зв'язують ДНК. Білки bHLH, як правило, зв'язуються з консенсусною послідовністю, яка називається E-box, CANNTG. Канонічним E-поле є CACGTG (паліндромний), однак деякі фактори транскрипції bHLH, зокрема, сімейства bHLH-PAS, пов'язуються із спорідненими непаліндромними послідовностями, схожими на E-box. bHLH TF можуть гомодимеризуватись або гетеродимеризуватись з іншими TF bHLH та утворювати велику різноманітність димерів, кожен з яких має конкретні функції.

## Приклади
Філогенетичний аналіз показав, що білки bHLH поділяються на 6 основних груп, позначених літерами від A до F. Приклади факторів транскрипції, що містять bHLH, включають:

### Група A
- MyoD
- Myf5
- Beta2/NeuroD1
- Scl, також відомий як Tal1
- пронейральний ген bHLH, like p-CaMKII і pSer(336)NeuroD.
- Нейрогеніни

### Група B
- MAX
- C-Myc, N-Myc
- TCF4 (Транскрипційний фактор 4)

### Група C
Ці протеїни містять два додаткових PAS домени після bHLH домену.
- AhR
- BMAL-1-CLOCK
- HIF
- NPAS1, NPAS3, MOP5

### Група D
- EMC

### Група Е
- HEY1 and HEY2

### Група F
Ці протеїни містять додатковий COE домен
- EBF1